# Snyggast i klassen
Snyggast i klassen var ett svenskt underhållningsprogram som sändes på den TV4-ägda kanalen TV400 under våren 2007. Programmet hade premiär 1 mars 2007 och sändes i åtta avsnitt. Deltagarna bestod av ett kärlekspar som skulle jämföra sina egna utseenden med bilder på andra personer. Publiken röstade på personen som de tyckte var snyggast och om de tyckte som deltagarna vann deltagarna pengar. Programmet inspirerades av webbplatsen Snyggast.se och leddes av Josefin Crafoord och Erik Ekstrand. Det producerades av Christer Andersson och produktionsbolaget Meter Film & Television.
Innan Snyggast i klassen hade premiär fick det kritik för konceptet och utseendefixeringen. En psykolog kritiserade programidén eftersom hon tyckte att programmet förstärkte bilden att man bara kan vara snygg på ett sätt. Hon ansåg även att programmet kunde göra folk osäkra på sig själva på grund av samhällets snäva ideal. Andersson reagerade på klagomålen men försvarade programidén. Första avsnittet sågs av drygt 1 000 tittare och programmet sågs som mest av 18 000 tittare den 29 mars 2007.

## Koncept

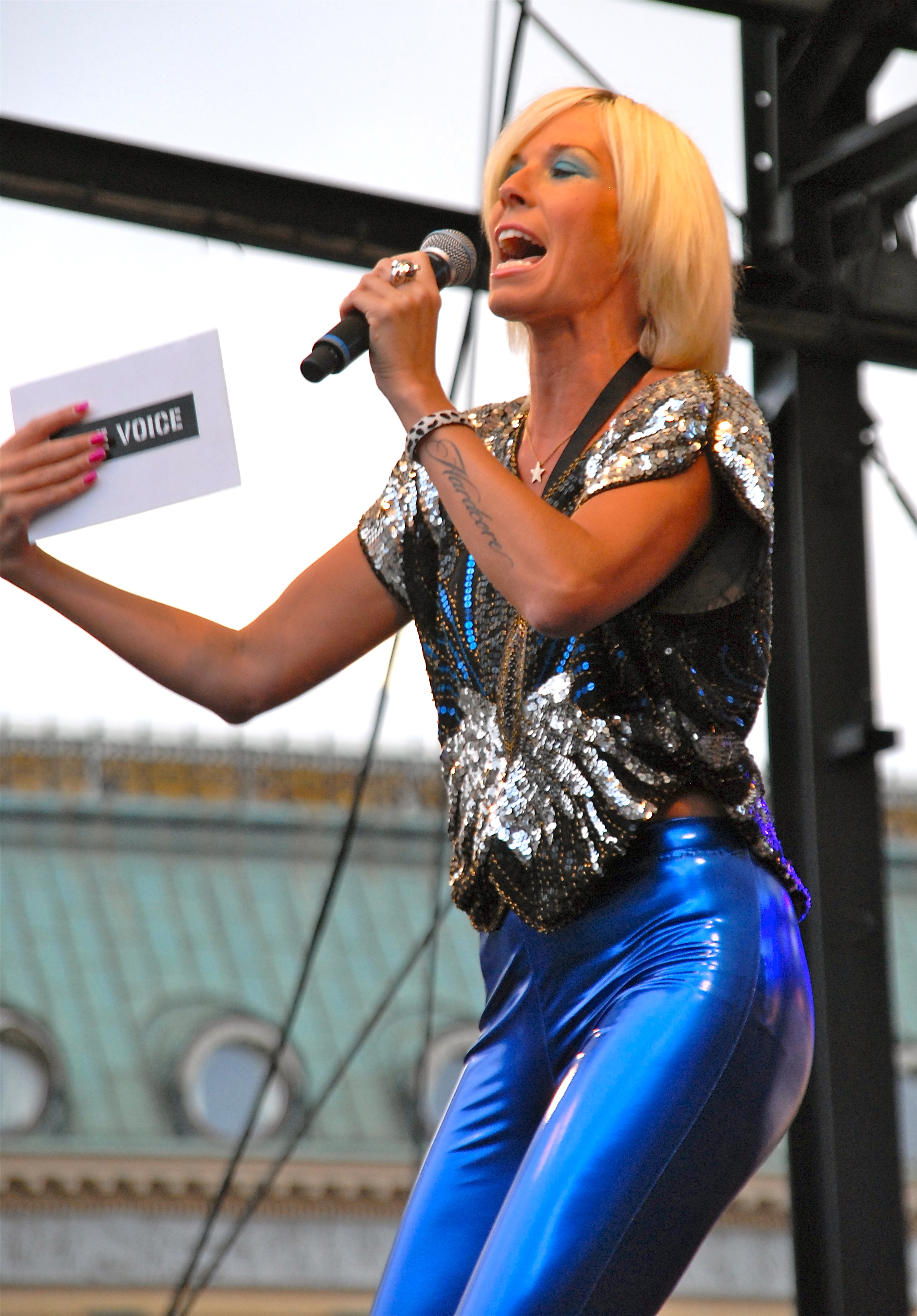
Josefin Crafoord (på bilden) ledde programmet tillsammans med Erik Ekstrand.

Programmet gick ut på att ett ungt kärlekspar skulle bedöma sina utseenden i jämförelse med andras. Kravet var att de skulle ha varit tillsammans i minst två månader. Paret kunde vinna upp till 10 000 kronor. För att vinna pengarna skulle en av dem jämföra sitt eget utseende med en bild på en annan person och sedan säga om han eller hon var snyggare eller fulare än personen på bilden. Publiken avgjorde om paret skulle vinna pengarna eller inte, genom att rösta på personen som de tyckte var snyggast. Om en majoritet av publiken tyckte likadant som deltagaren vann paret pengar. Bilderna var hämtade från skolkataloger. Programmet skapades med webbplatser som Snyggast.se som förebild. I en intervju i Expressen fick Christer Andersson, programmets producent, frågan hur ungdomars självkänsla och utseendefixeringen bland ungdomar påverkas av programmet, på vilken Andersson svarade: "Deltagarna själva tycker ju att det är kul att vara med så klart. Däremot är det väldigt provocerande att prata om utseende och jämföra folks utseende som i dag anses vara jättefult. Så jag har redan märkt av att folk har reagerat kraftigt på det här, men jag tycker bara att det är ganska intressant."
Deltagarna i Snyggast i klassen var 18–23 år och programmet riktade in sig på en publik på 15–30 år. För att värva deltagare marknadsfördes programmet i gymnasieskolor. Det var en av TV400:s största satsningar under våren 2007. TV400:s programchef, Johan Kleberg, sade att de ville åstadkomma en "attraktiv och sensationell [produktion] som kan förtydliga TV400s profil som en kanal för njutningsfull tv". Snyggast i klassen producerades av Meter Film & Television. Programmet leddes av Josefin Crafoord och Erik Ekstrand. Fredrik Svedjetun på tidningen Dagens Media beskrev programmet som Crafoords comeback efter "jättefloppen" Fling på TV3. Producenten Christer Anderson valde Crafoord på grund av hennes programledarstil och för att hon var "rapp och rolig". Ekstrand var tidigare programledare för TV4:s dagliga spelprogram Pussel, som han tog över efter Anton Körberg. Andersson kallade Ekstrand "ett riktigt programledarlöfte för framtiden" och ansåg att han var "en av de roligaste och varmaste unga nya programledarna i Sverige i dag".

## Mottagande
"Jag gör det här för att det är ett intressant ämne att ta upp och för att det är så fult att ta upp i Sverige. Ungdomar läser skvallertidningar varje dag och jämför folk. Det är inte den som är snyggast som vinner och programmet är ingen skönhetstävling alls. Utan det handlar om att känna till normerna och våga att sätta sitt ego på spel."
I februari 2007, innan Snyggast i klassen hade haft premiär, sågades programidén av psykologen Ann Frisén och medieforskaren Anja Hirdman och programmet kallades "hjärndött" och "helt sjukt" på internetforum. Producenten Christer Andersson kommenterade detta: "Det är väldigt många som har blivit upprörda. De ringer, mejlar och skriver inlägg. Men varför ska det vara så fult att prata om utseende i tv när det spelar en så viktig roll i samhället?" Ann Frisén, psykolog och docent, sade att programmet "förstärker bilden av att det bara finns ett sätt att vara snygg på, folk har redan väldigt snäva ideal. Till exempel anses det att tjejer måste vara smala för att vara snygga. Programmet kan göra folk mycket osäkra på sig själva." Medieforskaren Anja Hirdman studerade Snyggast.se, som bygger på ett liknande koncept, och förutspådde att programmet skulle bli en flopp. "Det låter som ett riktigt lågmärke. Möjligtvis kan programmet få en bra start då det väcker uppmärksamhet, men det verkar tunt," sade hon. Sällan har ett program på TV4 som ännu inte sänts väckt starka reaktioner.
Malin Nord och Jessica Ritzén från Aftonbladet satt i publiken under inspelningen av första avsnittet. Innan kameran började rulla sade studiomannen till publiken: "Här tänker vi yta, inte stil eller personlighet! Det är bara ansiktet ni ska rösta på." Producenten Andersson sade: "Jag tror att det är viktigt för ungdomar hur man ser ut, kanske viktigare än vi vågar erkänna". Han blev frågad om programmet riskerade att bidra till "utseendehetsen", och svarade: "Nej. Vi tar inte ställning till om det är bättre att vara snygg eller ful." Andersson sade till Expressen att han inte tyckte att det var någon större skillnad mellan Snyggast i klassen och musiktävlingen Idol. I slutet på februari 2007 mottog TV4:s tittarombudsman ett mejl från tittare som ansåg att programmet "favoriserar och dömer människor". Andersson och Kleborg beslutade att svara på tittarens åsikt på TV4:s webbplats, där de skrev:
Frågor har uppkommit om huruvida Snyggast i klassen bidrar till den utseendefixering som många anser vara skadlig. Vår bestämda uppfattning är att Snyggast i klassen inte kommer att göra det. Och det är absolut inte frågan om någon mobbing-tv.
Utseendet är viktigt hos många unga idag och det är därför även viktigt för oss att beröra ämnet genom ett tv-program ... Vi ställer oss också frågan varför det är så fult att jämföra folks utseende, varför är det accepterat att bedöma människors prestationer i idrott, sång och kunskap, men aldrig hur man ser ut? ... Ja, programmet kan tyckas [vara] ytligt, men också intressant och underhållande. Snyggast i klassen säger inte att det är viktigt att se bra ut, bara att det är roligt att prata om!

## Tittarsiffror
Första avsnittet sändes torsdagen den 1 mars 2007 klockan 20:30, och sågs av endast 1 000 tittare enligt Mediamätning i Skandinavien (MMS), vilket var relativt lite jämfört med de 30 000 som såg The L Word, det mest sedda programmet på TV400 den dagen. Av de 34 program som visades på TV400 den 1 mars låg Snyggast i klassen på artonde plats, efter Australien ocensurerat och före en repris av samma avsnitt senare på kvällen. Andra avsnittet av Snyggast i klassen sändes en vecka senare, den 8 mars. Det sågs av 11 000 tittare och var det sjunde mest sedda programmet på TV400 den dagen.
Trots det höga tittarantalet veckan innan sågs det tredje avsnittet av endast 2 000 tittare. För det fjärde avsnittet steg tittarantalet dock till 8 000. Femte avsnittet, som sändes den 29 mars, var programmets mest sedda avsnitt med ett tittarantal på 18 000, varav 5 000 var män och 13 000 var kvinnor. Avsnittet var det tredje mest sedda avsnittet den dagen, efter två avsnitt av Kändis direkt. Sista avsnittet sågs av 11 000 tittare.